# Flémalle-Grande
Flémalle-Grande (en való Li Grande Flémåle) és un nucli del municipi de Flémalle, a la província de Lieja de la regió valona de Bèlgica. Abans la reorganització administrativa de 1976 era un municipi independent.

## Història
L'esment més antic del nom del poble és Fledismalacha que significaria "surgència fort". Hi hauria hagut a Flémalle-Grande una font potent. S'han trobat traces de la presència d'una centúria romana. Durant l'edat mitjana, el poble va canviar de mans força sovint. El 1173, els hospitalers van obtindre terres i construir un hospital, que va parcialment destruir-se durant les guerres amb la casa de Borgonya al segle xv. Després, s'hi construirà un castell que va derrocar-se l'any 1956
Al juny de 1889, molts habitants del poble van arborar la bandera negra, emblema de la misèria del proletariat. Volien afegir-hi la bandera vermella però el burgmestre catòlic va emetre un decret per a prohibir la bandera vermella. Uns dies després, tot arreu el poble es van veure banderes vermelles… amb una creu blanca i el mot Helvetia.
Abans de comprar el castell de Chokier el 1813, el general Henri Loison de l'exèrcit napoleònic comandant de la 25è divisió, responsable del departament de l'Ourte, va viure al castell de Flémalle-Grande, que ja no existeix avui.

## Monuments i curiositats
- El Fort de Flémalle
- L'antiga casa de la vila

## Fills predilectes de Flémalle-Grande
- François-Laurent Villette (Lieja, 1729- Flémalle-Grande, 1809), òptic, conseller del príncep-bisbe Francesc Carles de Velbrück
- Samuel Donnay (Flémalle-Grande, 1866-ibidem, 1929), diputat socialista

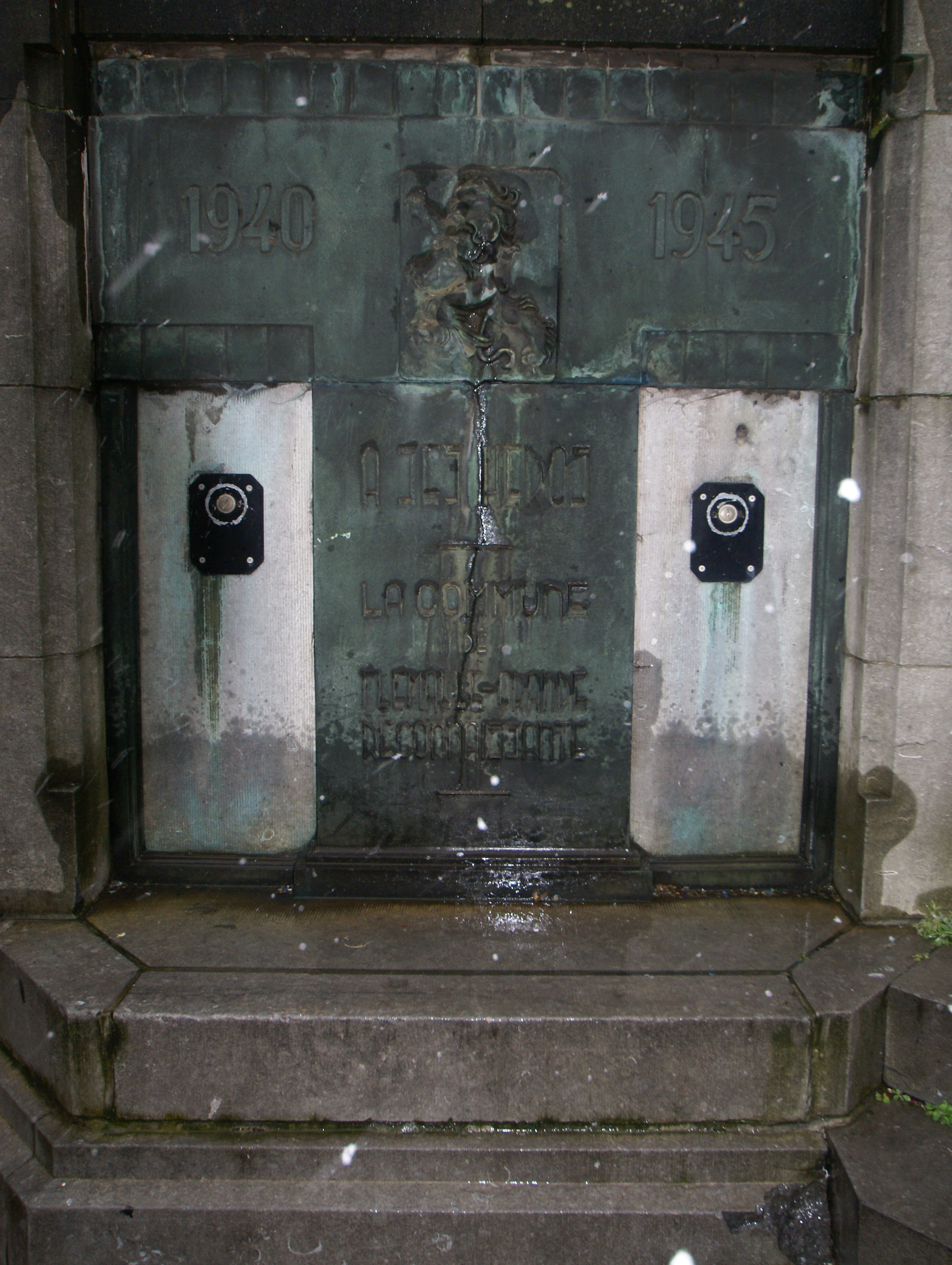
Monument dels caiguts de la guerra 1940-1945 a la casa de la vila
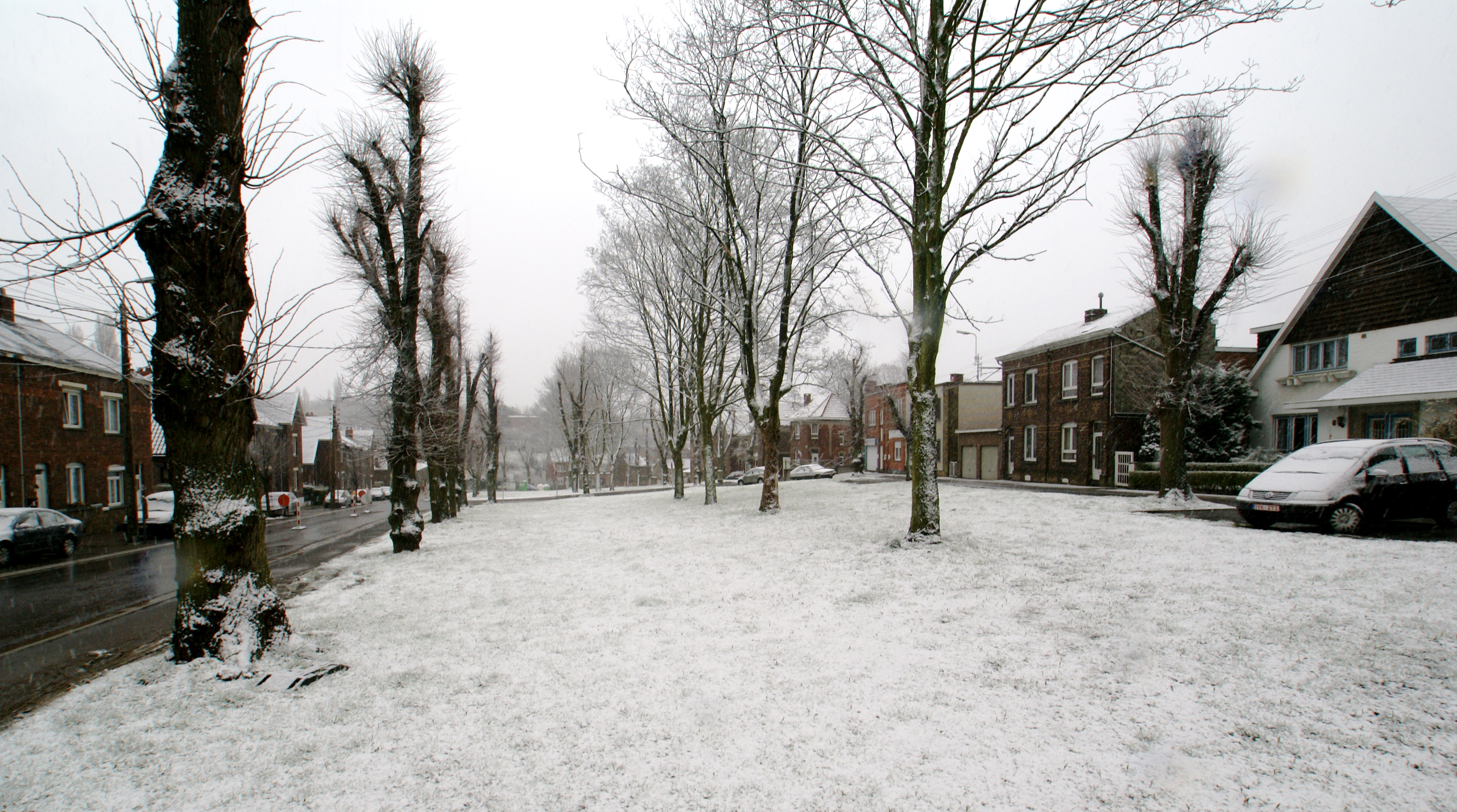
Flémalle-Grande, Profondval
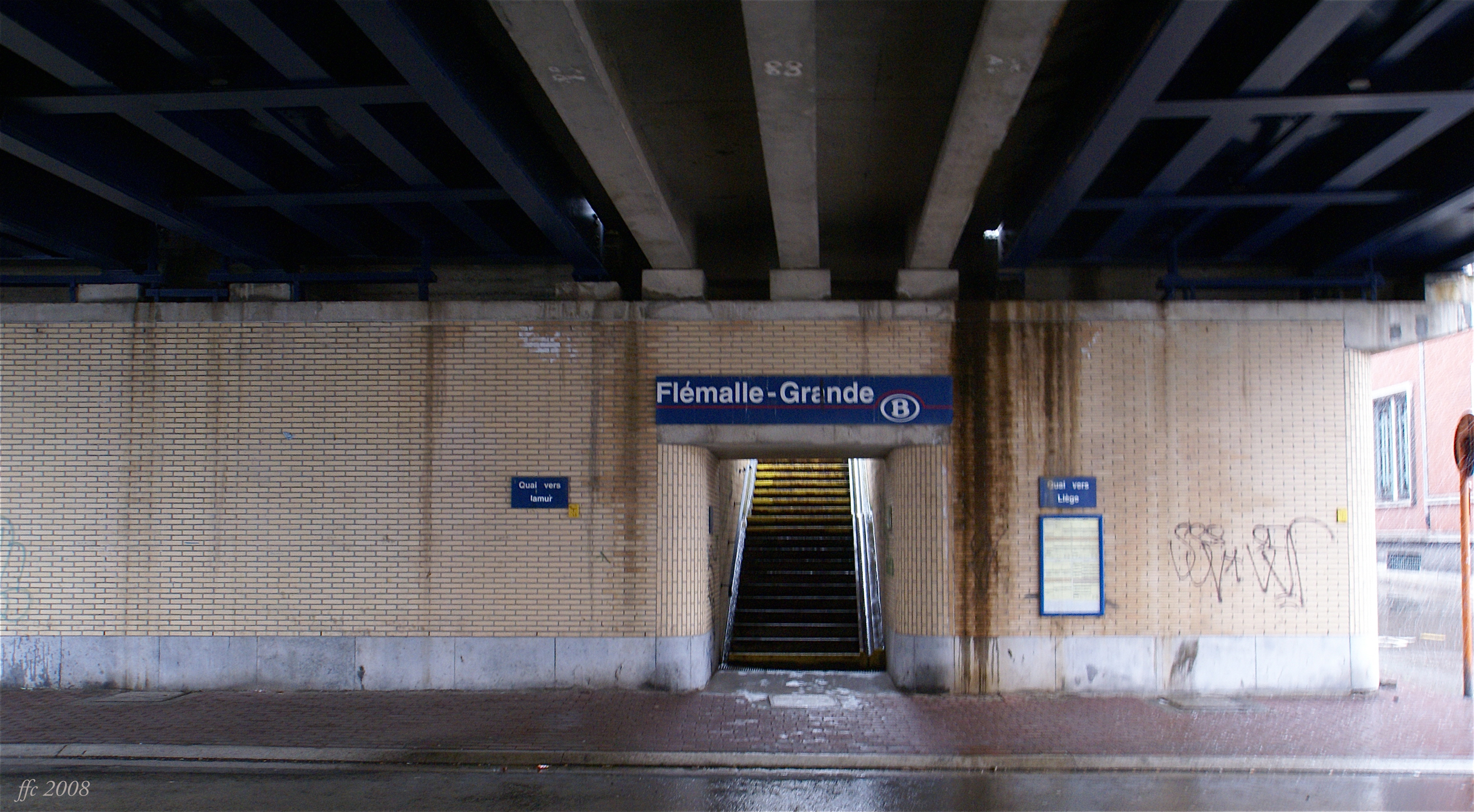
Entrada de l'estació
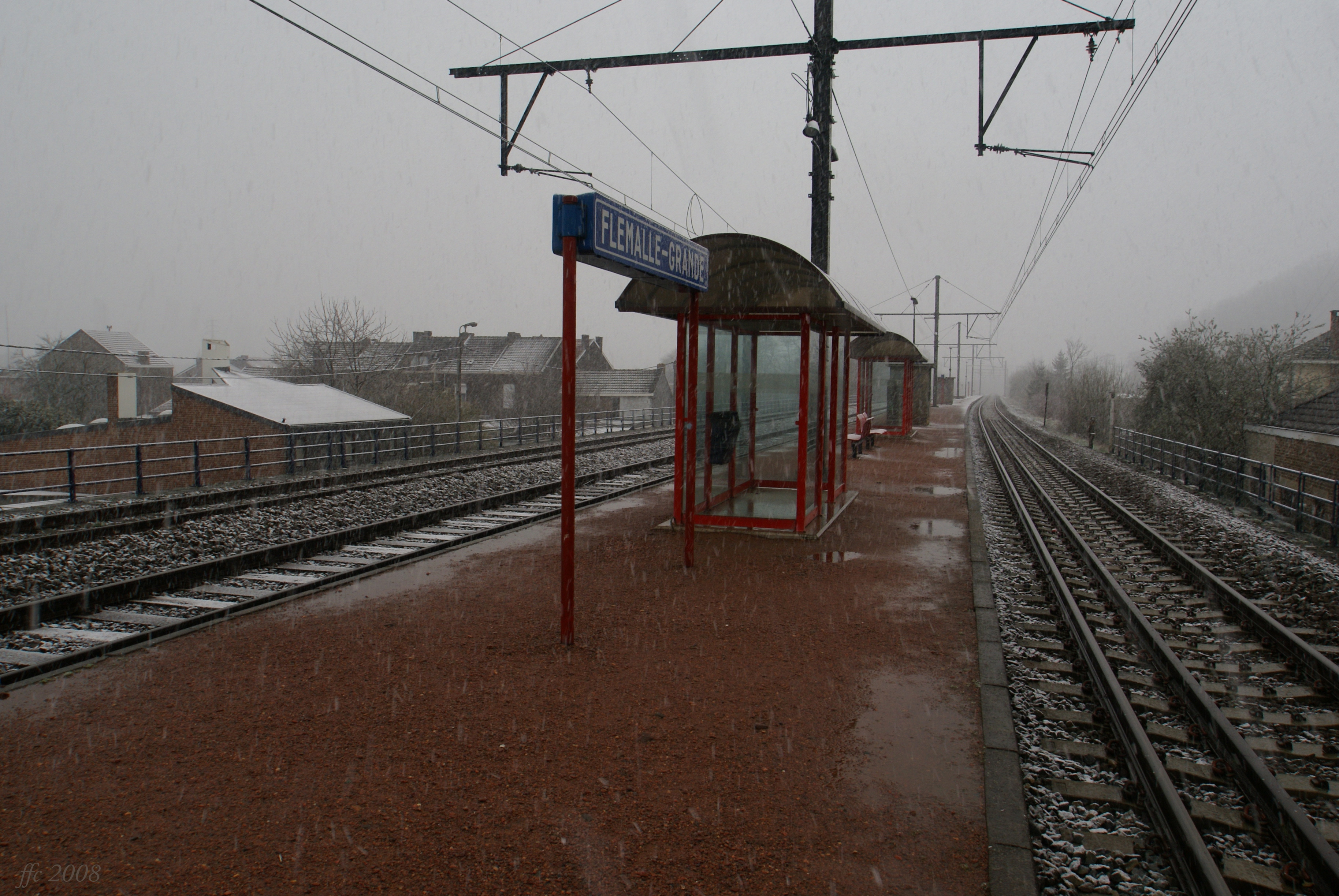
Andana de l'estació